# Kieran Molloy
Kieran Molloy (* 26. November 1998) ist ein irischer Boxer im Weltergewicht.

## Amateurkarriere
Molloy begann im Alter von sechs Jahren mit dem Boxsport, trainiert im Oughterard Boxing Club und boxt in der Rechtsauslage. Er ist jeweils Bronzemedaillengewinner der Schüler-Europameisterschaften 2012 in Russland, der Junioren-Weltmeisterschaften 2013 in der Ukraine und der Junioren-Europameisterschaften 2014 in Russland. 
2018 wurde er im Alter von 19 Jahren erstmals irischer Meister bei den Erwachsenen, wobei er unter anderem Dean Walsh besiegen konnte. Bei den EU-Meisterschaften 2018 in Spanien besiegte er Ruben Veciunca und Vincenzo Arecchia, ehe er im Halbfinale gegen Pat McCormack mit einer Bronzemedaille ausschied.
2019 gewann er erneut den irischen Meistertitel im Weltergewicht und nahm an den Europaspielen 2019 in Minsk teil, wo er im zweiten Kampf gegen Jauheni Dauhaljawez ausschied. 2021 wurde er wieder Irischer Meister. 
Insgesamt bestritt er als Amateur 221 Kämpfe, von denen er 202 gewann.

### Int. Turnierergebnisse (Auswahl)
- Juni 2018: 3. Platz beim Chemiepokal in Deutschland
- November 2017: 2. Platz beim Tammer Tournament in Finnland
- Oktober 2017: 2. Platz beim Eindhoven Cup in den Niederlanden
- Juni 2017: 1. Platz beim Haringey Tournament in England
- Mai 2017: 2. Platz beim Feliks Stamm Tournament in Polen
- März 2016: 1. Platz beim Nikolaj Pawljukow Youth Tournament in Russland

## Profikarriere
Im Dezember 2021 wurde er von Top Rank und Conlan Boxing unter Vertrag genommen. Sein Debüt gewann er am 26. Februar 2022.